# Pedaliodes labulla
Pedaliodes labulla är en fjärilsart som beskrevs av Otto Thieme 1905. Pedaliodes labulla ingår i släktet Pedaliodes och familjen praktfjärilar. Inga underarter finns listade i Catalogue of Life.